# Município de Northfield Center (condado de Summit, Ohio)
O município de Northfield Center (em inglês: Northfield Center Township) é um município localizado no condado de Summit no estado estadounidense de Ohio. No ano de 2010 tinha uma população de 5.839 habitantes e uma densidade populacional de 420,06 pessoas por km².

## Geografia
O município de Northfield Center encontra-se localizado nas coordenadas 41° 17′ 15″ N, 81° 31′ 57″ O. Segundo a Departamento do Censo dos Estados Unidos, o município tem uma superfície total de 13.9 km², da qual 13,88 km² correspondem a terra firme e (0,17 %) 0,02 km² é água.

## Demografia
Segundo o censo de 2010, tinha 5.839 habitantes residindo no município de Northfield Center. A densidade populacional era de 420,06 hab./km². Dos 5.839 habitantes, o município de Northfield Center estava composto pelo 88,22 % brancos, o 7,43 % eram afroamericanos, o 0,09 % eram amerindios, o 2,74 % eram asiáticos, o 0,39 % eram de outras raças e o 1,13 % eram de uma mistura de raças. Do total da população o 1,39 % eram hispanos ou latinos de qualquer raça.